# PGC 74
LEDA/PGC 74 ist eine Spiralgalaxie mit aktivem Galaxienkern im Sternbild Pegasus nördlich der Ekliptik. Sie ist schätzungsweise 585 Millionen Lichtjahre von der Milchstraße entfernt und hat einen Durchmesser von etwa 45.000 Lichtjahren. Vom Sonnensystem aus entfernt sich das Objekt mit einer errechneten Radialgeschwindigkeit von näherungsweise 12.900 Kilometern pro Sekunde.
Im selben Himmelsareal befinden sich unter anderem die Galaxien PGC 55, PGC 86, PGC 119, PGC 180.